# Agápito de Palestrina
Agápito ou Agapito (em italiano:  Agapito; em latim: Agapitus) é um mártir cristão venerado como santo morto em 18 de agosto, provavelmente em 274, uma data que as edições mais recentes do Martirológio Romano afirmam que é incerta.
De acordo com sua lenda, Agápito, com apenas 15 anos de idade, que pode ter sido um membro da família nobre dos Anícios de Palestrina foi condenado à morte por ordem do prefeito Antíoco e do imperador Aureliano por ser cristão. Foi atirado às bestas na arena de Palestrina. Quando elas se recusaram a atacá-lo, Agápito foi decapitado.

## Veneração
Santo Agápito foi mencionado nos antigos martirológios, incluindo o Martyrologium Hieronymianum de São Jerônimo e o "Martirológio de Fulda". Por conta da dubiedade da lenda deste martírio, alguns detalhes do qual foram relatados em edições mais antigas do Martirológio Romano, as edições deste a partir do final do século XX informam apenas: "Em Palestrina, Lácio, Santo Agápito, mártir". Por volta do século V, o papa Félix III construiu uma basílica em sua homenagem no suposto local de seu martírio. Suas relíquias também ficavam nesta basílica, à volta da qual se desenvolveu um cemitério. Em data incerta, as relíquias foram transladadas para a atual Catedral de Palestrina e para Besançon.
Santo Agápito é homenageado no Calendário Tridentino por uma comemoração acrescentada à missa e às horas canônicas na liturgia diária durante a oitava da Assunção. O papa Pio XII aboliu todas as oitavas, exceto as do Natal, Páscoa e Pentecostes, incluindo a da Assunção. Por isso, no Calendário Geral Romano de 1960, a celebração de Santo Agápito aparece como uma comemoração num missa ordinária diária.